# Zaplatycerus
Zaplatycerus is een geslacht van vliesvleugeligen uit de familie Encyrtidae. De wetenschappelijke naam van dit geslacht is voor het eerst geldig gepubliceerd in 1925 door Timberlake.

## Soorten
Het geslacht Zaplatycerus omvat de volgende soorten:
- Zaplatycerus cethegi Noyes, 2000
- Zaplatycerus chalybes Noyes, 2000
- Zaplatycerus chorotega Noyes, 2000
- Zaplatycerus fullawayi Timberlake, 1925
- Zaplatycerus planiscutellum Kerrich, 1978